# Distretto di Zaqatala
Il distretto di Zaqatala (in azero: Zaqatala rayon) è un distretto dell'Azerbaigian. Il capoluogo del distretto è Zaqatala.

## Municipalità
Nel distretto di Zaqatala ci sono 31 municipalità.
Nella municipalità di Zaqatala sono presenti Zaqatala, Əliabad.
Un certo numero di comuni abbraccia più di un villaggio, ad esempio: la municipalità di Maqov include i villaggi di Makov, Yolayrıc, Paşan, Voytala, e Abalı;
La municipalità di Goyem comprende i villaggi di Goyem, Chokek, Sumaylı, Dardoqqaz;
La municipalità di Dombabina comprende i villaggi di Dombabina, Mamgabina, Bozbina, Mudjagbina, Musgarabina, Gasanbina, Khanmamedbina;
La municipalità di Chobankol comprende i villaggi di Chobankol, Gymyr e Bazar e altri. Nell'insieme 31 comuni includono una città, un insediamento e 59 villaggi.
Nel distretto sono presenti 110.830 persone a partire dal 1º ° gennaio 2004, comprese 83.297 persone che vivono nelle aree rurali.

## Gruppi etnici
Nella città di Zaqatala sono presenti i gruppi etnici Azerbaijanis, Avars, Tsakhurs e Georgians, oltre che nel rayon circostante. Oltre alla popolazione azera, che è la maggioranza e nel resto dell'Azerbaigian, vivono nella zona comunità di popoli del Daghestan, inclusi gli Avari, i Tsakhur e Lezgins.

## Religione
La maggioranza degli abitanti sono islamici sunniti.

## Comuni
- Ashagi Tala
- Uzuntala
- Muxax
- Car
- Aliabad
- Mazikh
- Mosul
- Yukhari Cardakhlar
- Bahmetli
- Zeyem
- Yeni Suvagil
- Yengiyan
- Qandakh
- Muganli
- Maqov
- Mamrukh
- Lakhic
- Kepenekchi
- Kebeloba
- Gozbarakh
- Goyem
- Phaldarli
- Dombabine
- Danachi
- Çobankol
- Ashagi Chardaklar
- Yukhari Tala
- Daghli
- Fındıqlı
- Beretbinə
- Faldarlı